# Kostel svatého Tomáše Becketa (Nová Cerekev)
Kostel svatého Tomáše Becketa v Nové Cerekvi je farní kostel římskokatolické farnosti Nová Cerekev a kulturní památka České republiky. Součástí této kulturní památky je výklenková kaplička svatého Jana Nepomuckého, stojící poblíž kostela. 

## Historie
První písemná zmínka o kostele pochází z roku 1384. V letech 1750 až 1760 byl na místě starého kostela postaven kostel nový, a to v barokním slohu. Věž zůstala zachována původní (gotická); dostala však barokní fasádu a barokní báň.

## Popis
Kostel má jednu chrámovou loď. Presbytář je pravoúhlý. Empírová kruchta je podepřena dvěma pilíři, které nesou tři arkády. Fresky namaloval Jan Ferdinand Schor. Dva boční oltáře jsou rokokové, jejich oltářní obrazy i obraz Panny Marie namaloval Bedřich Kamarýt. Kromě toho je zde boční oltář zasvěcený svatému Antonínu Paduánskému. Socha Panny Marie pochází z 1. poloviny 17. století. Kazatelna je rokoková. Jako kropenka je používána kamenná gotická křtitelnice. V kostele jsou čtyři kamenné náhrobníky z přelomu 17. a 18. století.